# Anna Gabaldà i Felipe
Anna Gabaldà Felipe és una política catalana ex-alcaldessa de Sant Pere de Ribes. Nascuda a Sant Pere de Ribes l'any 1977. Treballadora Social de l'Hospital de Dia CPB - Salut Mental Regidora per UM9-CUP des de 2006. Ha estat monitora de l'esplai GER i participa en els balls populars. Membre de la Comissió informativa de serveis territorials i del Consell Municipal de Cooperació.
Accedeix a l'alcaldia el dia 20 de setembre de 2013 en el Ple per substituir Josep Antoni Blanco Abad, que havia presentat la renúncia en el Ple del dia 12 de setembre. Tot i que es preveia l'elecció de la regidora socialista Abigail Garrido Tinta, ja que el PSC era la força més votada (7 regidors), el vot conjunt de la segona força CiU-ViA (5 regidors), UM9-CUP (5 regidors) i ICV (1 regidor) junt amb l'abstenció del PPC (2 regidors) van donar l'alcaldia a Anna Gabaldà amb un pacte que preveia que fos alcaldessa 9 mesos i cedís l'alcaldia al regidor de CiU-ViA, Lluís Giralt i Vidal.